# Toivo Kärki

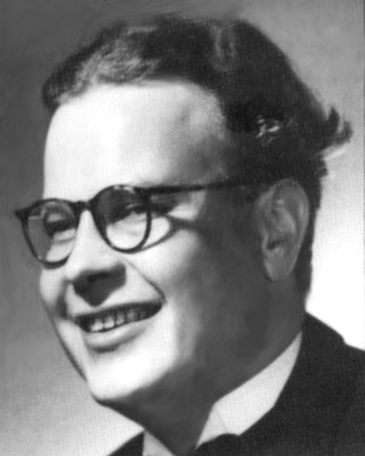
Toivo Kärki 1950.

 Toivo Pietari Johannes Kärki, född 3 december 1915 i Birkala, död 30 april 1992 i Helsingfors, var en finländsk kompositör, musikproducent, dirigent, pianist, dragspelare och vibrafonist.

## Biografi
Kärki föddes som son till evangelistprästen Frans Kärki och Ester (född Kurvinen). Kärki började spela piano som 4-åring och fiol som 12-åring. Han studerade musik vid Tammerfors klassiska lyceum, men fadern önskade att Kärki skulle gå i hans fotspår gällande yrkesvalet. Kärki blev dock intresserad av jazzmusik, då denne 1928 lyssnade till en Louis Armstrong-skiva i Tammerfors. Sin musikaliska karriär inledde Kärki redan i skolan, då han deltog i skolans orkester. Han agerade pianist i orkestern Carambo från Tammerfors och innehade samma roll i orkestern Roxy i Helsingfors. Åren 1935-38 var Kärki pianist i Ramblers. 1936 gifte sig Kärki med Tuulikki Leikas. Dottern Anna-Liisa föddes 1937 och sönerna Pekka och Kullervo föddes 1940 respektive 1945.
Redan under 1930-talet gjordes skivinspelningar med Kärkis komponerade musik. 1939 deltog han i tidningen Melody Makers kompositionstävling med bidraget Things happen that way och vann året därpå sitt första pris. Åren 1940-44 var Kärki pianist och arrangör i Erkki Ahos orkester. 1946 grundade han sin egen orkester, som turnerade runt Finland fram till 1955. I orkestern var Kärki aktiv som dirigent, dragspelare och vibrafonist. Turnéerna ägde rum upp till 200-250 dagar om året. Orkesterns solistsångare var dåtidens stora stjärnor, Henry Theel, Matti Louhivuori och Metro-tytöt. Under slutet av 1940-talet inledde Kärki samarbete med Reino Helismaa och duetten gjorde sånger tillsammans fram till Helismaas död 1965. Flera av dessa sånger framfördes på skiva av gruppens tredje medlem; Tapio Rautavaara.
1955 slutade Kärki turnera och började istället engagera sig i Finlands största skivföretag Musiikki-Fazer. Kärki blev sedan företagets produktionschef och var verksam som detta fram till 1978. Kärki stannade vid företaget fram till 1980. Tillsammans med Helismaa gjorde Kärki över 550 sånger, som spelades in på skiva. Kärki inledde sedan samarbete med Juha Vainio och Vexi Salmi.
Toivo Kärki avled den 30 april 1992 och under sin karriär hade han komponerat över 1350 sånger och gjort 50 filmer. Han är begravd på Sandudds begravningsplats i Helsingfors.